# Осьминин, Кирилл Олегович
Кирилл Олегович Осьминин (род. 6 декабря 1996, Нижний Новгород, Россия) — российский профессиональный баскетболист, играющий на позиции лёгкого форварда.

## Карьера
Кирилл Осьминин воспитанник СДЮСШОР № 7 по баскетболу, с юношеских лет числился в системе молодёжных команд «Нижнего Новгорода». Привлекался к играм дубля в Единой молодёжной лиге ВТБ с первого сезона её существования. Свою лучшую статистику в этом турнире он показал в сезоне 2016/2017 — 12,6 очка, 3,8 подбора, 2,1 передачи, 1,6 перехвата за 26 минут игрового времени.
С начала августа 2017 года Кирилл присоединился к сборам основной команды, а затем подписал 3-летний контракт с «Нижним Новгородом».
15 ноября 2017 года, в игре с македонским клубом «Карпош Соколи», Осьминин дебютировал на профессиональном уровне отметившись 1 подбором.
В августе 2018 года подписал 2-летний контракт с «Иркутом». В 11 матчах Суперлиги-1 Осьминин набирал 3,6 очков, 1,9 подборов и 2,3 передачи. В конце декабря 2018 года иркутский клуб был расформирован и Кирилл стал свободным агентом.
В феврале 2019 года Осьминин перешёл в «Арагац».
28 января 2020 года Осьминин принял участие в «Матче всех звёзд» чемпионата Армении в составе команды «Армения + Мир». Команды встречались в формате «Сборная США» и «Армения + Мир». Сборной американских баскетболистов удалось одержать победу со счётом 93:91.

## Баскетбол 3×3
В январе 2019 года принял участие в пятом этапе чемпионата России по баскетболу 3×3 в составе команды «3×3», которая заменила команду Piter не приехавшую в Нижний Новгород. По причине отсутствия опыта игры друг с другом, команда «3×3» потерпела 2 поражения и не вышла из группы.
В феврале 2022 года Осьминин вошёл в состав «Нижнего Новгорода» (позже переименованный в «Красный Якорь») для участия в чемпионате России по баскетболу 3×3.

## Достижения
- Чемпион Армении: 2018/2019
- Серебряный призёр Кубка России: 2017/2018

## Статистика
| Сезон                                                                                   | Команда         | Лига              | GP | GS | MPG | FG% | 3P% | FT% | RPG | APG | SPG | BPG | PPG |  |
| 2017/18                                                                                 | Нижний Новгород | Кубок Европы ФИБА | 2  | 0  | 2,7 | 0,0 | 0,0 | 0,0 | 0,5 | 0,0 | 0,0 | 0,0 | 0,0 |  |
|                                                                                         |                 | Всего             | 2  | 0  | 2,7 | 0,0 | 0,0 | 0,0 | 0,5 | 0,0 | 0,0 | 0,0 | 0,0 |  |
| Наведите курсор мыши на аббревиатуры в заголовке таблицы, чтобы прочесть их расшифровку |                 |                   |    |    |     |     |     |     |     |     |     |     |     |  |